# Луг (Львовский район)
Луг (укр. Луг) — село в Рава-Русской городской общине Львовского района Львовской области Украины.
Население по переписи 2001 года составляло 166 человек. Занимает площадь 5,2 км². Почтовый индекс — 80320. Телефонный код — 3252.